# Cariocecus
În mitologia  lusitană, Cariocecus este un zeu al războiului, echivalent zeului grec Ares și zeului roman Marte. În cinstea acestui zeu, lusitanii practicau sacrificii umane și animale.